# 日本鼠耳蝠
日本鼠耳蝠（学名：Myotis macrodactylus）为蝙蝠科鼠耳蝠属的动物。在中国大陆，分布于中国（南部）等地。该物种的模式产地在日本。